# Второе народное ополчение
Второ́е наро́дное ополче́ние — ополчение, возникшее в сентябре 1611 года в Нижнем Новгороде для борьбы с польскими интервентами. Продолжало активно формироваться во время пути из Нижнего Новгорода в Москву, в основном в Ярославле, в апреле — июле 1612 года. Состояло из отрядов служилых людей, горожан, крестьян центральных и северных районов Русского царства. Руководители — нижегородский купец и посадский староста Кузьма Минин и полководец Дмитрий Пожарский. В августе 1612 года с частью сил, оставшихся под Москвой от Первого ополчения, разбило польскую армию под Москвой, а в октябре 1612 года — полностью освободило столицу от оккупации интервентами.

## Предпосылки создания второго ополчения
Инициатива организации Второго народного ополчения исходила от ремесленно-торговых людей Нижнего Новгорода, важного хозяйственного и административного центра на Средней Волге. В Нижегородском уезде проживало в то время около 150 тыс. человек мужского пола (в самом Нижнем — около 3,5 тысяч жителей мужского пола, из них около 2—2,5 тысяч посадских людей), было до 30 тысяч дворов в 600 селениях.

### Бедственная ситуация в Нижегородском крае
Нижний Новгород по своему стратегическому положению, экономическому и политическому значению был одним из ключевых пунктов восточных и юго-восточных районов Русского царства. В условиях же ослабления центральной власти, хозяйничанья интервентов этот город стал инициатором всенародного патриотического движения, охватившего Верхнее и Среднее Поволжье и соседние области страны. Нижегородцы включились в освободительную борьбу ещё за несколько лет до образования второго ополчения.
После убийства в мае 1606 года Лжедмитрия I и воцарения Василия Шуйского по Русскому царству пошли новые слухи о скором пришествии второго самозванца, якобы спасшегося Лжедмитрия I. В конце 1606 года в Нижегородском уезде и смежных с ним уездах появились крупные шайки, которые занимались грабежами и бесчинствами: жгли селения, деревни, грабили жителей и насильно угоняли их в свои таборы. Эта так называемая «вольница» зимой 1608 года заняла Алатырь, утопив в реке Суре алатырского воеводу Сабурова, и Арзамас, устроив в нём свою базу.
Узнав о бедственном положении в Нижегородском крае, царь Василий Шуйский направил для освобождения Арзамаса и других городов, занятых мятежниками, своих воевод с войсками. Один из них, князь Иван Воротынский, разбил отряды мятежников около Арзамаса, взял город и очистил прилегающие к Арзамасу районы от отрядов вольницы.
С приходом на русскую землю Лжедмитрия II вольница опять активизировалась, тем более что на сторону нового самозванца перешла часть бояр московского и уездного дворянства и детей боярских. Взбунтовались мордва, чуваши и черемисы. Многие города тоже перешли на сторону самозванца и пытались склонить к этому и Нижний Новгород. Но Нижний твёрдо стоял на стороне царя Шуйского и своей присяге ему не изменил. Более того, когда в конце 1608 года жители города Балахны, изменив присяге царю Шуйскому, напали на Нижний Новгород (2 декабря), воевода Андрей Алябьев по приговору нижегородцев ударил по балахонцам, отогнал их от города и 3 декабря после ожесточённого боя занял Балахну. Руководители мятежников Тимофей Таскаев, Кухтин, Суровцев, Редриков, Лука Синий, Семён Долгий, Иван Гриденьков и изменник, балахнинский воевода Голенищев, были захвачены в плен и повешены. Алябьев, чуть успев вернуться в Нижний, снова вступил в борьбу с новым отрядом мятежников, напавшим на город 5 декабря. Разбив и этот отряд, он затем овладел гнездом мятежников Ворсмой, сжёг её и снова разбил мятежников у Павловского острога, захватив много пленных.
В начале января 1609 года на Нижний напали войска Лжедмитрия II под начальством воевод князя Семёна Вяземского и Тимофея Лазарева. Вяземский послал нижегородцам письмо, в котором писал, что если город не сдастся, то все горожане будут истреблены, а город сожжён дотла. Нижегородцы ответа не дали, а решились сделать вылазку, несмотря на то, что у Вяземского войск было больше. Благодаря внезапности нападения войска Вяземского и Лазарева были разбиты, а сами они были взяты в плен и приговорены к повешению. Затем Алябьев освободил от мятежников Муром, где остался в качестве царского воеводы, и Владимир. Успехи Алябьева имели важные последствия, так как вселили в людей веру в успешную борьбу против Самозванца и иноземных захватчиков. Ряд городов, уездов и волостей отрешились от Самозванца и стали объединяться в борьбе за освобождение Русского царства.

### Слабость первого ополчения
Подъём национально-освободительного движения в 1611 году вылился в создание первого народного ополчения, его действия и мартовское восстание москвичей, в котором принимал участие и зарайский воевода князь Дмитрий Михайлович Пожарский. Неудача первого ополчения не ослабила этот подъём, а наоборот, усилила его. Многие из первых ополченцев уже имели опыт борьбы с интервентами. Имели этот опыт и жители городов, уездов и волостей, не покорившихся самозванцам и интервентам. И неслучайно оплотом дальнейшей национально-освободительной борьбы русского народа за свою независимость и оплотом создания второго народного ополчения стал именно Нижний Новгород.
Летом 1611 года в стране царила неразбериха. В Москве всеми делами вершили поляки, а бояре — правители из «Семибоярщины» — рассылали в города, уезды и волости грамоты с призывами о присяге польскому королевичу Владиславу. Патриарх Гермоген, будучи в заключении, выступал за объединение освободительных сил страны, наказывая не подчиняться польским интервентам, а сражаться на стороне военачальников подмосковных казацких полков князя Дмитрия Трубецкого и атамана Ивана Заруцкого. Архимандрит Троице-Сергиева монастыря Дионисий также призывал всех объединяться вокруг Трубецкого и Заруцкого. В это время в Нижнем Новгороде и поднялось новое патриотическое движение, имевшее уже свою традицию и снова нашедшее опору в посадских и служилых людях и местном крестьянстве. Мощным импульсом этому народному движению послужила грамота патриарха Гермогена. Гермоген из темницы Чудова монастыря взывал к нижегородцам постоять за святое дело освобождения Руси от иноземных захватчиков.

## Роль Кузьмы Минина в организации второго ополчения

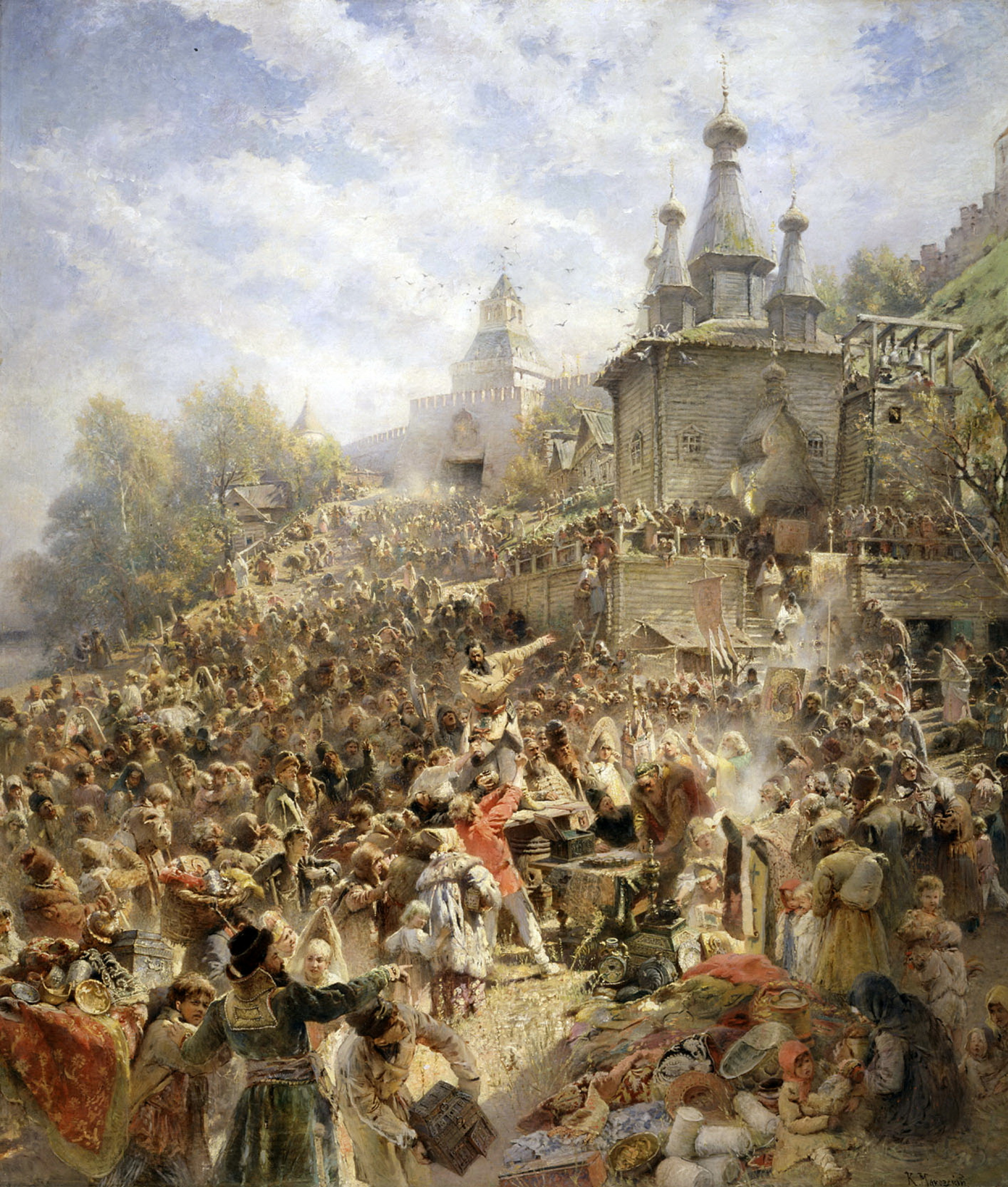
Минин на площади Нижнего Новгорода, возле церкви Иоанна Предтечи, призывающий народ к пожертвованиям. К. Е. Маковский (1839—1915)

Выдающуюся роль в организации этого движения сыграл нижегородский земский староста Кузьма Минин, избранный на эту должность в начале сентября 1611 года. По мнению историков, свои знаменитые призывы к освободительной борьбе Минин начал среди посадских людей, которые горячо его поддержали. Затем его поддержал городской совет Нижнего Новгорода, воеводы, духовенство и служилые люди. По решению городского совета назначили общее собрание нижегородцев. Жители города по колокольному звону собрались в Кремле, в Спасо-Преображенском соборе. Сначала состоялась церковная служба, после которой протопоп Савва выступил с проповедью, призвав встать на освобождение Русского государства от оккупации католиками и униатами, а затем Минин выступил с предложением собрать деньги на наём военных специалистов, чтобы не повторялась ситуация, когда действовавшие в составе Первого ополчения нижегородцы заняли 9/10 Москвы, а поляки и малороссийские казаки укрылись от них за неприступными без военных специалистов стенами Кремля и Китай-города. По предложению Минина, не ограничиваясь добровольными взносами, нижегородцы приняли «приговор» для всего города о том, чтобы все жители города и уезда «на строение ратных людей» давали в обязательном порядке часть своего имущества, а у несогласных отбирали всё имущество. Минину было поручено руководить этим сбором средств и распределением их среди ратников будущего ополчения.

## Военачальник второго ополчения князь Пожарский

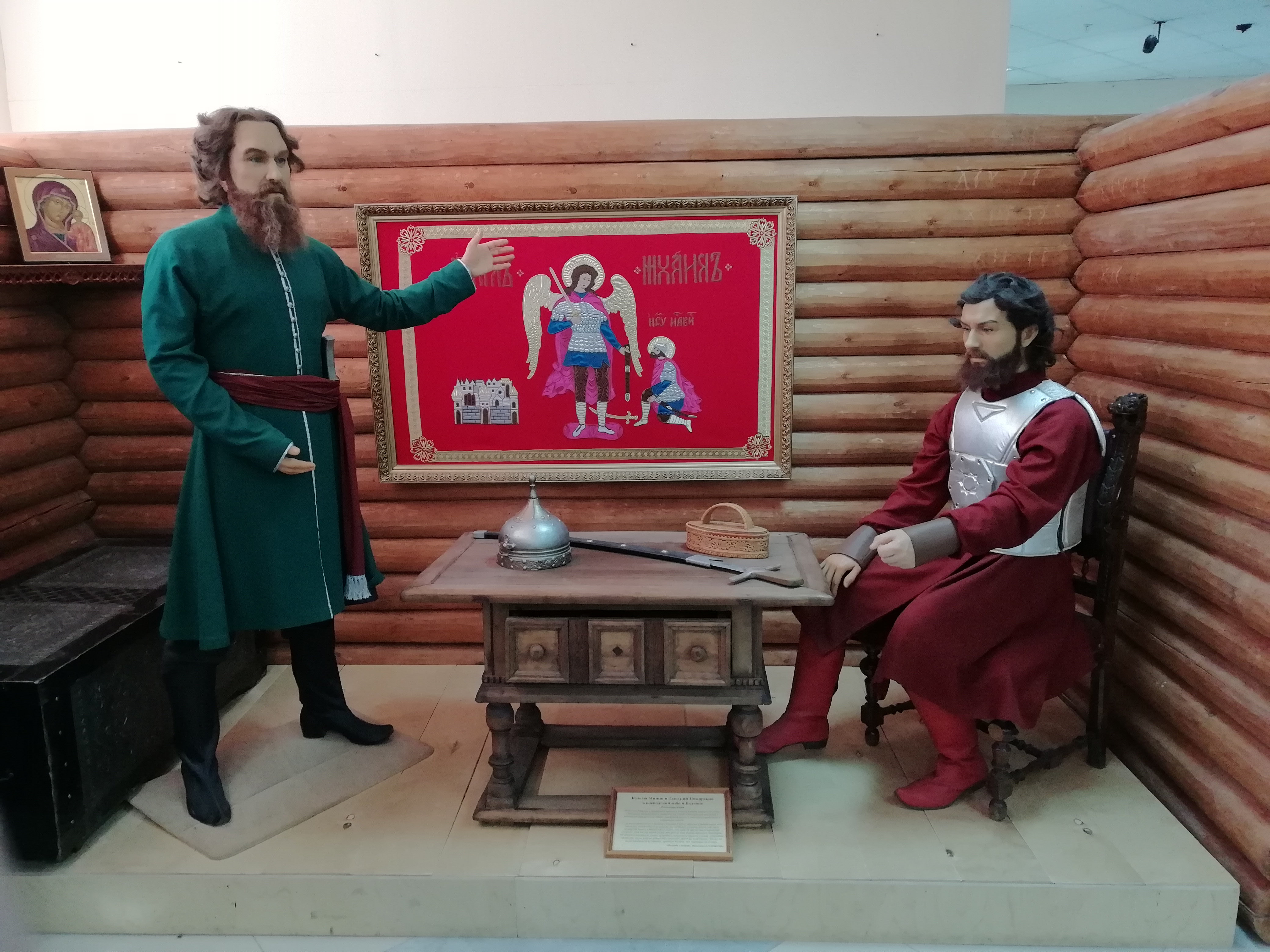
Кузьма Минин и Дмитрий Пожарский в воеводской избе. Экспозиция Музея Кузьмы Минина в Балахне

«Выборный человек» Кузьма Минин в своём призыве поставил вопрос и о выборе военачальника будущего ополчения. На очередном сходе нижегородцы постановили просить возглавить народное ополчение князя Дмитрия Михайловича Пожарского, родовое имение которого находилось в Нижегородском уезде в 60 км от Нижнего Новгорода к западу, где он долечивал свои раны после тяжёлого ранения 20 марта 1611 года в Москве. Князь по всем своим качествам подходил для роли военачальника ополчения. Он был знатного рода — Рюриковичем в двадцатом колене. В 1608 году, будучи полковым воеводой, разбил близ Коломны войска тушинского самозванца; в 1609 году разгромил шайки атамана Салькова; в 1610 году, во время недовольства рязанского воеводы Прокопия Ляпунова царём Шуйским, удержал в верности царю город Зарайск; в марте 1611 года доблестно бился со врагами Отечества в Москве и был тяжело ранен. Импонировали нижегородцам и такие черты князя, как честность, бескорыстность, справедливость в вынесении решений, решительность, взвешенность и обдуманность своих поступков. Нижегородцы ездили к нему «многажды, чтобы мне ехати в Нижний для земского совета» — как говорил сам князь. Согласно тогдашнему этикету, Пожарский долго отказывался от предложения нижегородцев. И только когда к нему приехала делегация из Нижнего Новгорода во главе с архимандритом Вознесенско-Печёрского монастыря Феодосием, то Пожарский согласился возглавить ополчение, но с одним условием, чтобы всеми хозяйственными делами в ополчении заведовал Минин, которому по «приговору» нижегородцев было присвоено звание «выборного человека всею землёю».

## Начало организации второго ополчения

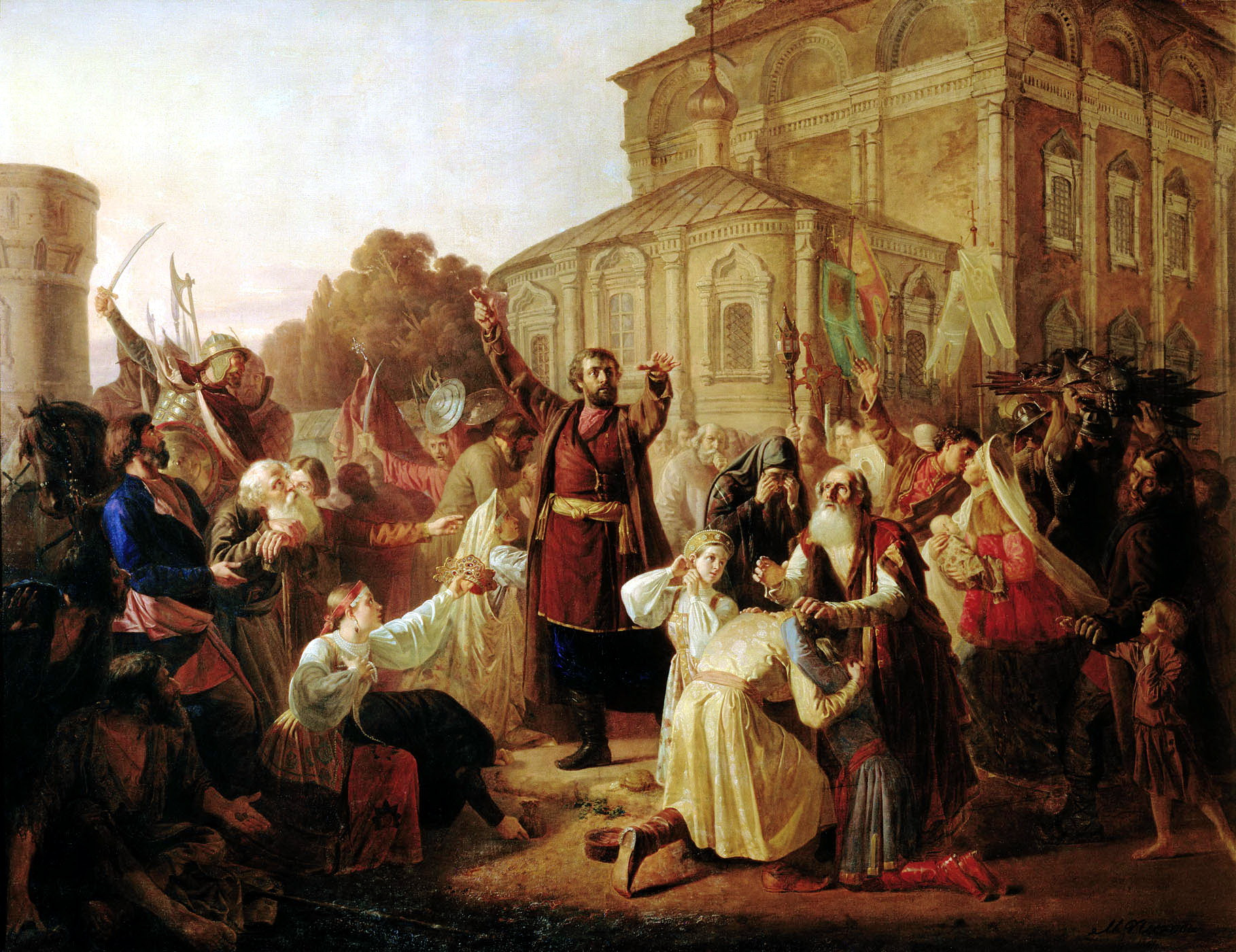
Воззвание Минина к нижегородцам в 1611 году. М. И. Песков (1834—1864)

Пожарский прибыл в Нижний Новгород 28 октября 1611 года и сразу же вместе с Мининым начал организацию ополчения. В нижегородском гарнизоне всех воинов было порядка 750 человек. Тогда пригласили из Арзамаса служилых людей из смолян, которые были изгнаны из Смоленска после занятия его поляками. В аналогичном положении оказались вязьмичи и дорогобужцы, которые тоже влились в состав ополчения. Ополчение сразу выросло до трёх тысяч человек. Все ополченцы получили хорошее содержание: служилым людям первой статьи назначили денежный оклад — 50 рублей в год, второй статьи — 45 рублей, третьей — 40 рублей, меньше же 30 рублей в год оклада не было. Наличие у ополченцев постоянного денежного довольствия привлекло в ополчение новых служилых людей со всех окрестных областей. Пришли коломенцы, рязанцы, казаки и стрельцы из украинных городов и др.
Хорошая организация, особенно сбор и распределение средств, заведение собственной канцелярии, налаживание связей со многими городами и районами, вовлечение их в дела ополчения — всё это привело к тому, что в отличие от Первого ополчения во Втором с самого начала утвердилось единство целей и действий. Пожарский и Минин продолжали собирать казну и ратников, обращаться за помощью в разные города, посылали им грамоты с воззваниями: «…быти нам всем, православным христианам, в любви и в соединении и прежнего межусобства не счинати, и Московское государство от врагов наших… очищати неослабно до смерти своей, и грабежей и налогу православному христианству отнюдь не чинити, и своим произволом на Московское государство государя без совету всей земли не обирати» (грамота из Нижнего Новгорода в Вологду и Соль Вычегодскую в начале декабря 1611 года). Власти Второго ополчения фактически начали руководить действиями независимых от властей подмосковных «таборов», руководимых князем Дмитрием Трубецким и Иваном Заруцким, и осуществлять функции правительства, противостоявшего московской «семибоярщине». Первоначально ополченское правительство сформировалось в течение зимы 1611—1612 гг. как «Совет всея земли». В него вошли руководители ополчения, члены городского совета Нижнего Новгорода, представители других городов. Окончательно оно оформилось при нахождении второго ополчения в Ярославле. После «очищения» Москвы от поляков Совет всей земли был формально объединён с Земским собором Первого ополчения, но объединённый Совет всей земли не собирался, видимо, из-за опасности непримиримых противоречий, и правительство формировали Кузьма Минин и его товарищи (заместители) Д. Т. Трубецкой и Д. М. Пожарский.
Правительству Второго ополчения пришлось действовать в сложной обстановке. На него с опасением смотрели не только интервенты и их приспешники, но и московская «семибоярщина» и руководители казацкой вольницы Первого ополчения Заруцкий и Трубецкой. Все они чинили Пожарскому и Минину различные препятствия. Но те, несмотря ни на что, своей организованной работой укрепляли своё положение. Опираясь на все слои общества, особенно на уездное дворянство и посадских людей, они наводили порядок в городах и уездах севера и северо-востока, получая взамен новых ополченцев и казну. Своевременно посланные Вторым ополчением отряды князей Дмитрия Лопаты Пожарского и Романа Пожарского заняли Ярославль и Суздаль, не допустив туда отряды братьев Просовецких.

## Поход вверх по Волге
Второе ополчение выступило на Москву из Нижнего Новгорода в конце февраля — начале марта 1612 года через Балахну, Тимонькино, Сицкое, Юрьевец, Решму, Кинешму, Кострому, Ярославль. В Балахне и Юрьевце ополченцев встретили с большой честью. Они получили пополнение и большую денежную казну. В Решме Пожарский узнал о присяге Пскова и казацких вождей Трубецкого и Заруцкого новому самозванцу, беглому монаху Исидору.
Костромской воевода Иван Шереметев не хотел пустить ополчение в город. Сместив Шереметева и назначив в Костроме нового воеводу, ополченцы в первых числах апреля 1612 года вступили в Ярославль.

## Ставка в Ярославле

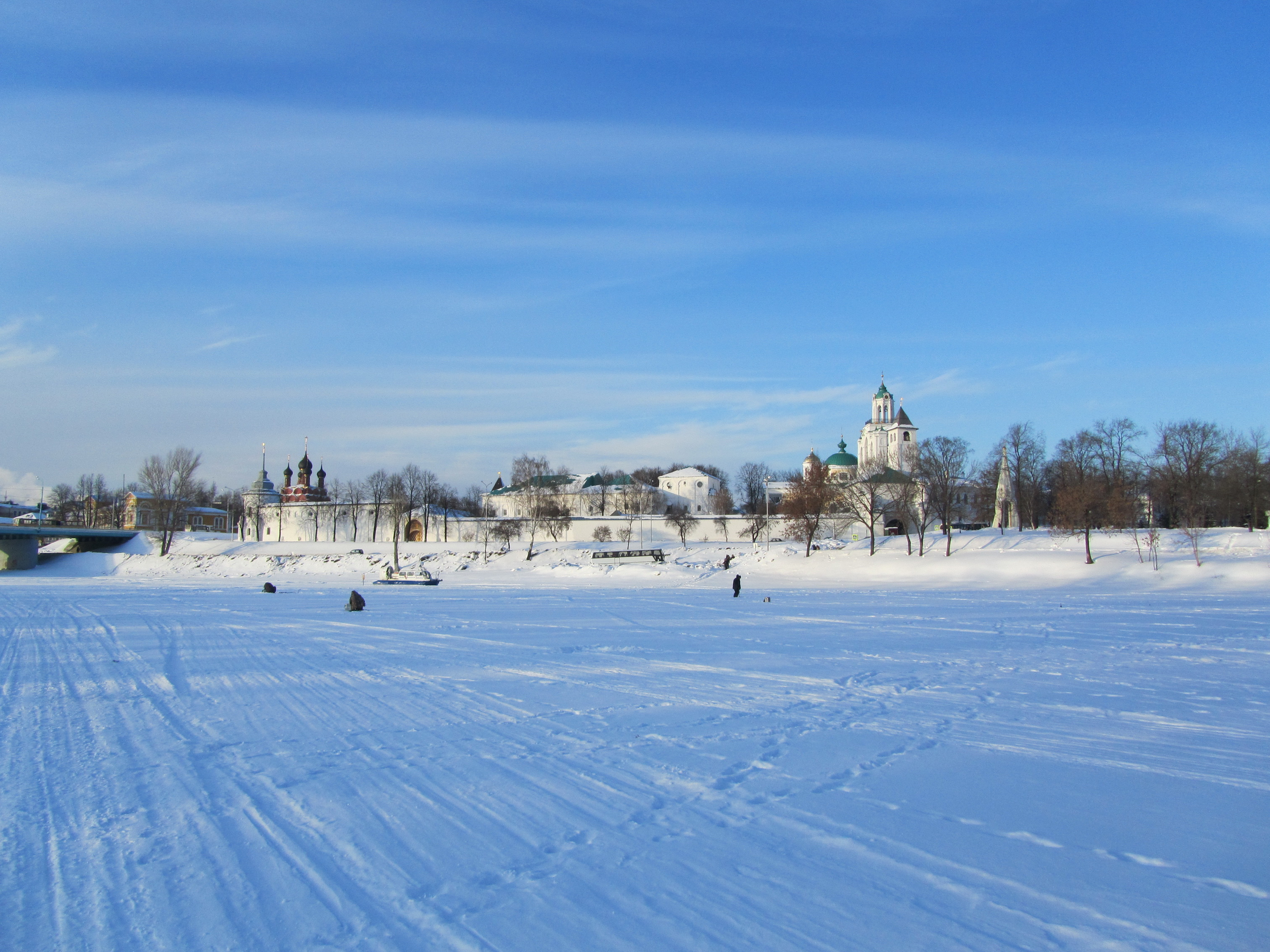
Спасо-Преображенский монастырь, где в течение полугода стояло ополчение

В Ярославле ополчение простояло четыре месяца, до конца июля 1612 года. Здесь окончательно определился и состав правительства — «Совета всея земли». В него вошли и представители знатных княжеских родов — Долгоруких, Куракиных, Бутурлиных, Шереметевых и др. Возглавляли Совет Пожарский и Минин. Поскольку до Петра I все московские великие князья, цари, правители и правительницы (кроме Лжедмитрия I) никогда ничего не подписывали, то вместо «выборного всей землёй» Минина подпись на грамотах ставил Пожарский: «В выборного человека всею землёю в Козмино место Минина князь Дмитрей Пожарской руку приложил». Грамоты подписывались всеми членами «Совета всея земли». А так как в то время неукоснительно соблюдалось местничество, то подпись Пожарского стояла на десятом месте, а Минина — на пятнадцатом.
В Ярославле ополченское правительство продолжало замирение городов и уездов, освобождение их от польско-литовских отрядов, от казаков Заруцкого, лишая последних материальной и военной помощи из восточных, северо-восточных и северных областей. Одновременно оно предприняло дипломатические шаги по нейтрализации Швеции, захватившей новгородские земли, путём переговоров о кандидатуре на русский престол Карла-Филиппа, брата шведского короля Густава-Адольфа. В это же время князь Пожарский провёл дипломатические переговоры с Иосифом Грегори, послом германского императора, об оказании императором помощи ополчению в освобождении страны. Тот взамен предложил Пожарскому в русские цари двоюродного брата императора, Максимилиана. Впоследствии Земским собором этим двум претендентам на русский престол было отказано. Так ополченцы добились мирных отношений со Священной Римской империей германской нации, Швецией, его марионеточным Новгородским государством, сорвав план заключившего с ними перемирие Сигизмунда III напасть на ополченцев совместно с ними. Шведы и немцы даже прислали на помощь ополченцам Минина воинские отряды с артиллерией.

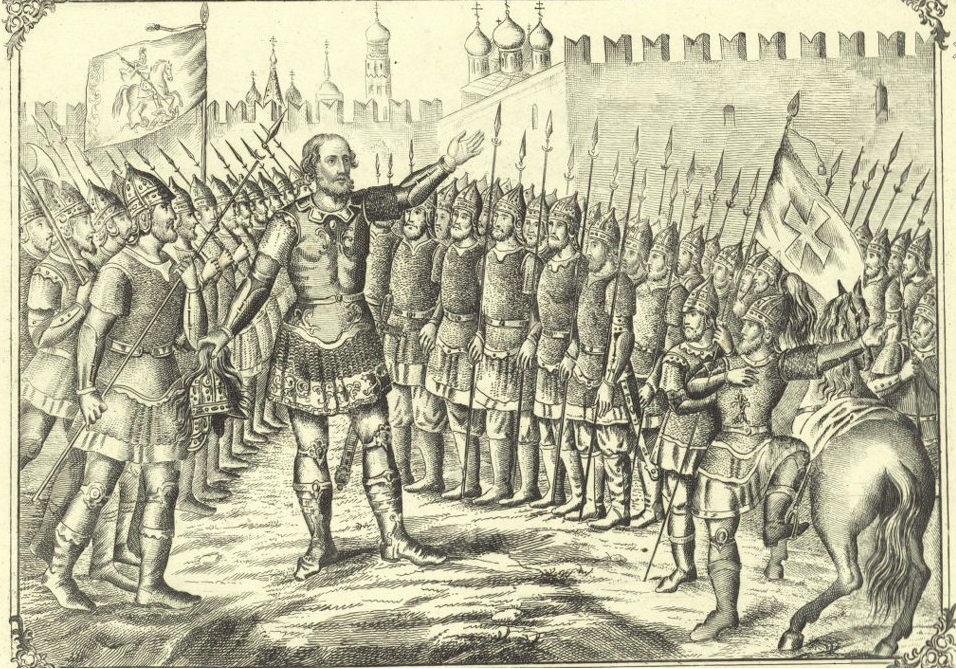
Князь Пожарский воодушевляет войско для спасения Отечества. 1850 г.

«Стояние» в Ярославле и меры, принятые «Советом всея земли», самими Мининым и Пожарским, дали свои результаты. Ко Второму ополчению присоединились большое число понизовых и подмосковных городов с уездами, Поморье и Сибирь. Функционировали правительственные учреждения: при «Совете всея земли» работали приказы Поместный, Разрядный, Посольский. Постепенно устанавливался порядок на всё более значительной территории государства. Постепенно, с помощью отрядов ополченцев, она очищалась от воровских шаек. Ополченское войско уже насчитывало до десяти тысяч ратников, хорошо вооружённых и обученных. Власти ополчения занимались и повседневной административной и судебной работой (назначение воевод, ведение разрядных книг, разбор жалоб, челобитий и пр.). Всё это постепенно стабилизировало обстановку в стране, приводило к оживлению хозяйственной деятельности. Даже когда в Ярославле началась эпидемия, и Семибоярщина была уверена, что ополчение разбежится, грамотные санитарно-гигиенические мероприятия правительства ополченцев позволили прекратить эпидемию.
В начале июля 1612 года ополченцы получили известие о продвижении к Москве двенадцатитысячного отряда великого гетмана литовского Ходкевича с большим обозом. Пожарский и Минин незамедлительно выслали к столице отряды Михаила Дмитриева и князя Лопаты-Пожарского, которые подошли к Москве соответственно 24 июля (3 августа) и 2 (12) августа. Узнав о приходе ополченцев, Заруцкий со своим казачьим отрядом бежал в Коломну, а затем в Астрахань, так как перед этим он заслал убийц к князю Пожарскому, но покушение не удалось, и замыслы Заруцкого были раскрыты.
Продвигаясь (из Ярославля) к Москве, основные силы второго ополчения 14 (24) августа 1612 г. достигли Свято-Троицкого Сергиева монастыря и некоторое время простояли между монастырём и Клементьевскою слободой. Патриарх Гермоген в это время уже преставился, и продолжателями его патриотического подвига по вдохновлению ополченцев на борьбу стали архимандрит Дионисий Радонежский и другие авторитетные духовные деятели Троице-Сергиева монастыря. Архимандрит Дионисий торопил ополчение поспешить к Москве и направил князю Трубецкому просьбу объединиться со Вторым ополчением. 18 (28) августа Второе ополчение направилось к Москве, сопровождаемое благословением архимандрита с братией. С войском направился к Москве и келарь Авраамий Палицын.

## Бой ополченцев с войсками гетмана Ходкевича
22 августа (1 сентября) 1612 года гетман Ян Кароль Ходкевич располагался у Новодевичьего монастыря, переправившись через Москву-реку с войсками и возами с провиантом для польского гарнизона. Чтобы преградить ему путь и не допустить обоз с припасами в Кремль, князь Пожарский со своими ратными людьми вышел против него, а князь Трубецкой с казацкими полками встал по другую сторону Москвы-реки, за Крымским бродом. По просьбе Трубецкого Пожарский послал ему на подмогу пять конных сотен.

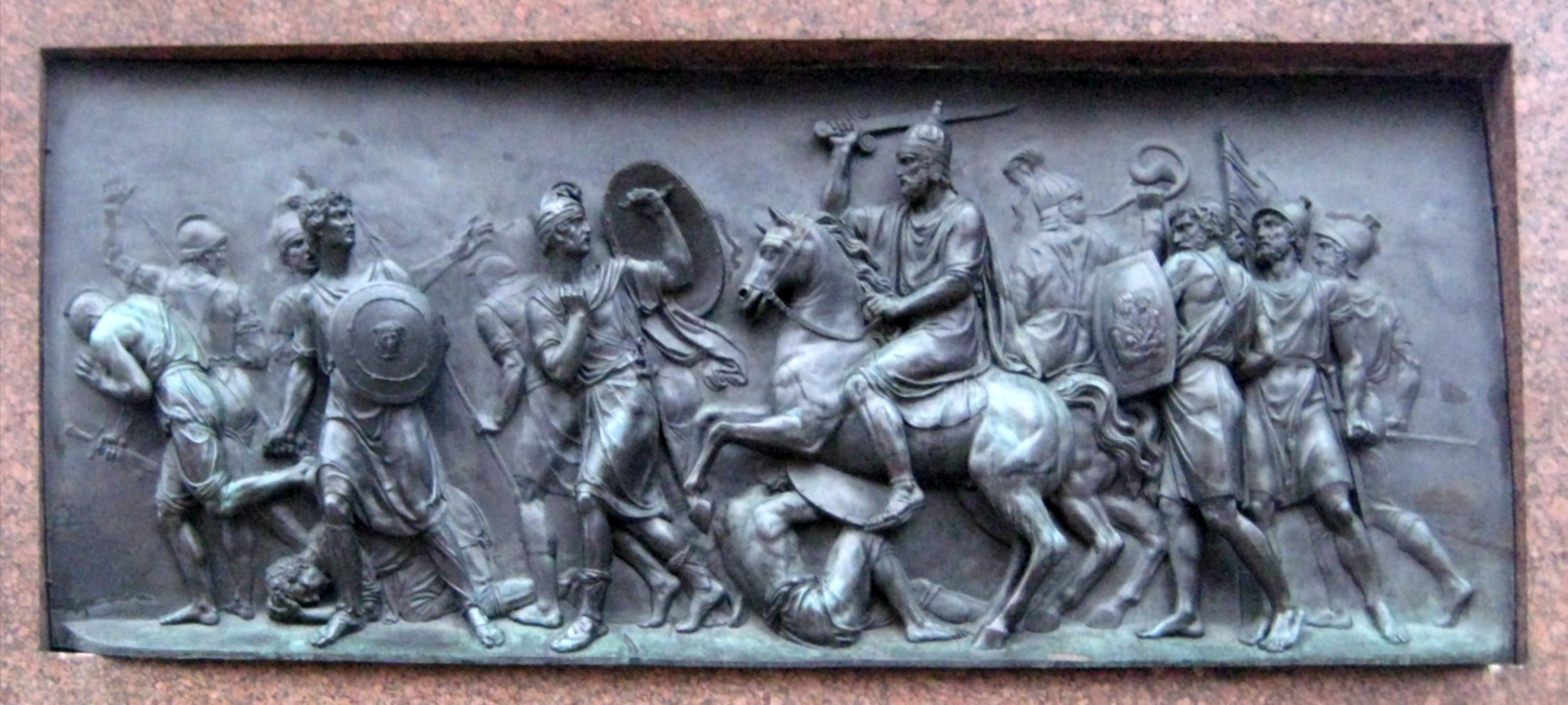
Победа народного ополчения над поляками. Горельеф с памятника Минину и Пожарскому.

Битва началась в час дня и продолжалась до восьми часов вечера. Сражались только конные, потому что у Ходкевича было в основном конное войско. Чтобы ослабить натиск Ходкевича, Пожарский и другие воеводы ополченцев приказали своим конникам биться вместе с пехотой, сойдя с коней. Увидев такое положение дел, руководители пяти конных сотен, посланных на помощь Трубецкому, самовольно отрешились от Трубецкого и поспешили на помощь ополченцам. Поддержали их и некоторые казацкие атаманы Первого ополчения со своими отрядами, опять-таки без согласия Трубецкого, после чего Ходкевич вынужден был отступить на исходные позиции на Поклонную гору, а потом уйти к Донскому монастырю.
23 августа (2 сентября) ополчение князя Пожарского опять вступило в бой с войсками гетмана Ходкевича, и опять князь Трубецкой не помог Пожарскому, в результате чего поляки заняли Климентовский острожек и пленили бывших там казаков. Видя такое положение дел, келарь Троице-Сергиевого монастыря Авраамий Палицын, пришедший с ополчением в Москву, отправился в стан к казакам Первого ополчения, обещал им выплатить жалование из монастырской казны, и только после этого казаки Первого ополчения пришли на помощь Второму ополчению.
24 августа (3 сентября) 1612 года состоялось решающее кровопролитное сражение ополченцев с поляками. Бой длился около четырнадцати часов. Проявил доблесть и Кузьма Минин, который с небольшим отрядом конных ополченцев и перешедших на их сторону поляков внезапно напал на передовые отряды гетмана Ходкевича и посеял в их рядах панику. Под натиском основных сил Второго ополчения и пришедших к ним на помощь казаков Трубецкого, войско Ходкевича дрогнуло и обратилось в бегство. Простояв всю ночь около Донского монастыря, остатки воинства Ходкевича утром 25 августа покинули Москву.

## Освобождение Москвы
Но ополченцы контролировали ещё не всю Москву. Оставались польские отряды полковников Струся и Будилы, засевшие в Китай-городе и Кремле. В Кремле укрылись и изменники-бояре со своими семьями. Среди них находился в Кремле и ещё мало кому известный в то время племянник члена Семибоярщины и сын тушинского патриарха Михаил Романов со своею матерью Марфой Ивановной. Зная, что осаждённые поляки терпят страшный голод, Пожарский в конце сентября 1612 года направил им письмо, в котором предлагал польскому гарнизону сдаться. «Ваши головы и жизнь будут сохранены вам, — писал он, — я возьму это на свою душу и упрошу согласия на это всех ратных людей». На это последовал высокомерный отказ.
22 октября (1 ноября) 1612 года Китай-город был взят приступом русскими войсками, но оставались ещё поляки, засевшие в Кремле. Голод там усилился до такой степени, что из Кремля стали выпроваживать боярские семьи и всех гражданских обитателей, а сами поляки дошли до того, что начали есть человечину.

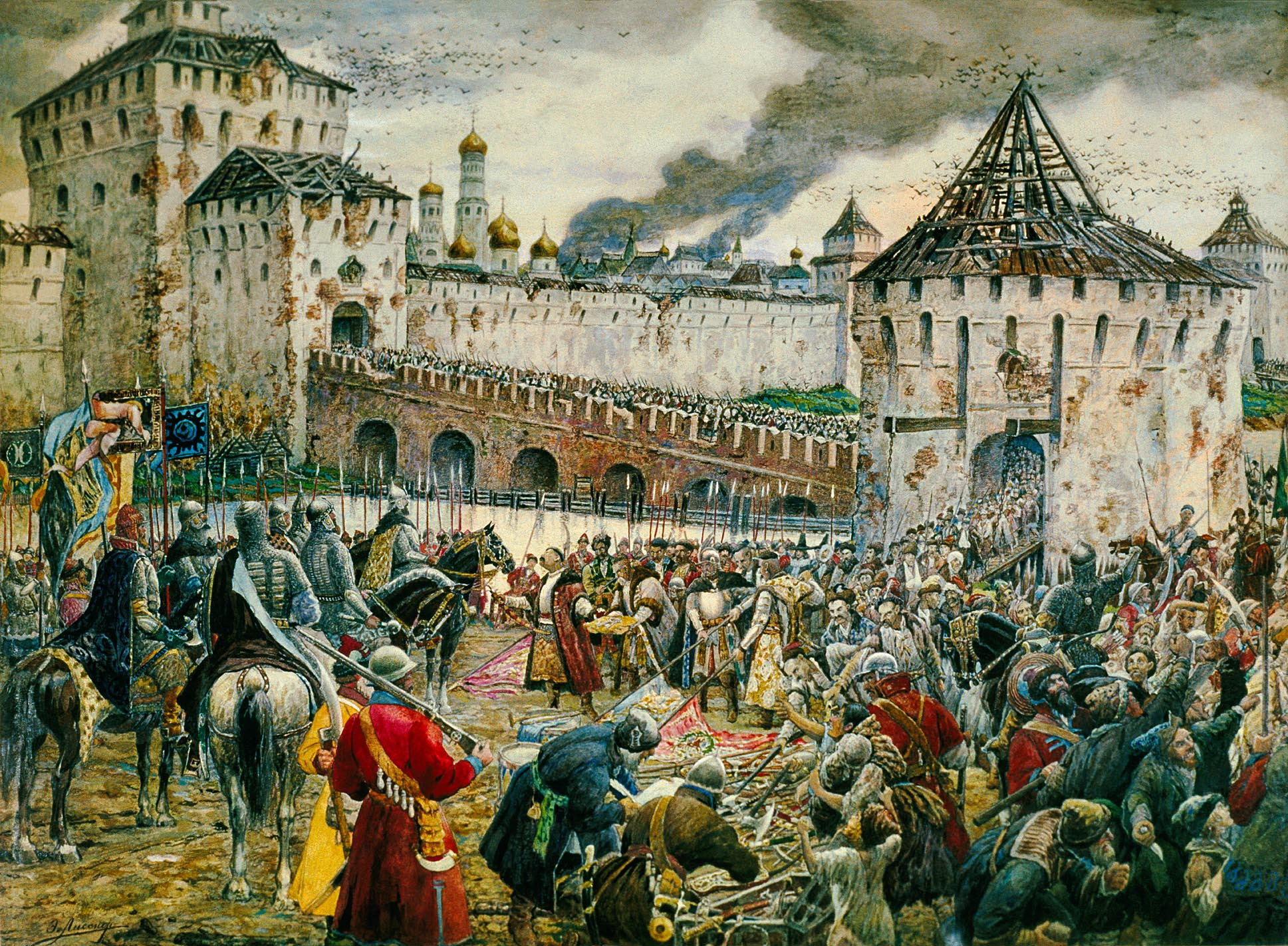
Изгнание поляков из Кремля. Э. Лисснер

Пожарский предлагал осаждённым свободный выход со знамёнами и оружием, но без награбленных ценностей. Поляки ответили отказом. Пожарский с полком встал на Каменном мосту у Троицких ворот Кремля, чтобы встретить боярские семьи и защитить их от казаков. 26 октября (5 ноября) 1612 поляки сдались и покинули Кремль. Будила и его полк попали в стан Пожарского, и все остались живы. Позднее они были высланы в Нижний Новгород. Струсь с полком попал к Трубецкому, и всех поляков казаки истребили. На 27 октября (6 ноября) 1612 был назначен торжественный вход в Кремль войск князей Пожарского и Трубецкого. Когда войска собрались у Лобного места, архимандрит Троице-Сергиевого монастыря Дионисий совершил торжественный молебен в честь победы ополченцев. После этого под звон колоколов победители в сопровождении народа вступили в Кремль со знамёнами и хоругвями. П. С. Казанский считал, что крестный ход состоялся в воскресный день, 1 (11) ноября 1612 года.

## Историография
Нижегородское ополчение традиционно является важным элементом российской историографии. Одним из наиболее основательных исследований является работа П. Г. Любомирова. Единственной работой, подробно описывающей начальный период борьбы нижегородцев (1608—1609), является фундаментальный труд С. Ф. Платонова по истории Смуты.

## В художественной литературе
События 1611—1612 года описываются в первом русском историческом романе «Юрий Милославский, или Русские в 1612 году» (автор М. Н. Загоскин).
В книге для детей и взрослых Натальи Кончаловской «Наша древняя столица» есть главы, посвящённые Второму народному ополчению, К. Минину и князю Пожарскому. Книга издана в 1956 году, переиздавалась в 1983 и 2015 годах в СССР и России.

## В музыке
В 2023 году исполнитель Олег Абрамов, более известный как Radio Tapok, выпустил альбом «Эпоха Империй», в который вошла песня «Смута», посвященная освобождению Москвы.

## В кинематографе
В 1939 году снят советский художественный фильм «Минин и Пожарский».
События 1612 года описаны в российском художественном фильме 2007 года «1612». Исторические события в фильме изменены, а основная сюжетная линия вымышлена.

## Память
20 февраля 1818 года в Москве был открыт памятник руководителям второго народного ополчения — Кузьме Минину и князю Дмитрию Пожарскому.

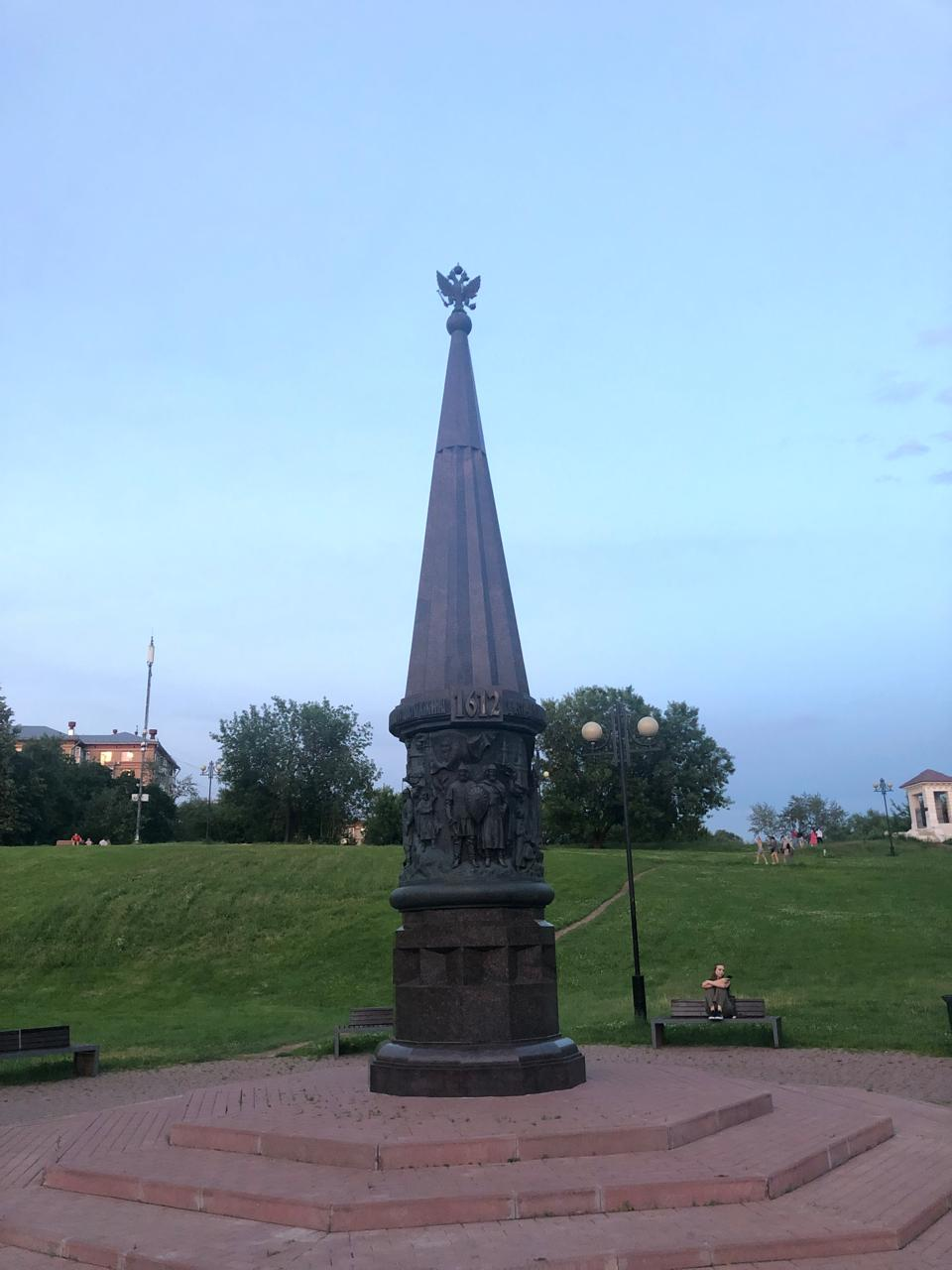
Памятная стелла с надписью: «В честь 400-летия освобождения Москвы Вторым народным ополчением под предводительством князя Д. М. Пожарского и земского старосты К. Минина», Москва

27 декабря 2004 года в Российской Федерации был учреждён государственный праздник — День народного единства. В пояснительной записке к проекту закона об учреждении праздника отмечалось:
4 ноября 1612 г. воины народного ополчения под предводительством Кузьмы Минина и Дмитрия Пожарского штурмом взяли Китай-город, освободив Москву от польских интервентов и продемонстрировав образец героизма и сплочённости всего народа вне зависимости от происхождения, вероисповедания и положения в обществе.
4 ноября 2005 года в Нижнем Новгороде открыт памятник Минину и Пожарскому работы Зураба Церетели — уменьшенная (на 5 см) копия московского памятника. Он установлен под стенами Нижегородского кремля, около церкви Рождества Иоанна Предтечи. По заключению историков и экспертов, в 1611 году Кузьма Минин именно с паперти этой церкви призывал нижегородцев собрать и экипировать народное ополчение на защиту Москвы от поляков. На нижегородском памятнике надпись сохранена, но без указания года.
3 ноября 2014 года в Национальном конном парке «Русь» в Ленинском районе (Московская область) открыт памятник народному ополчению с надписью «Народному Ополчению, отстоявшему Веру и Отечество в 1612 году». Автор памятника — М. Ю. Тихонова.
4 ноября 2019 года на территории Кирилло-Афанасиевского монастыря открыт памятник Минину и Пожарскому — лидерам Второго народного ополчения. В скульптурной композиции представлен высокий крест с ликом Христа и два русских воина, заслоняющие его.